# Миндальное масло

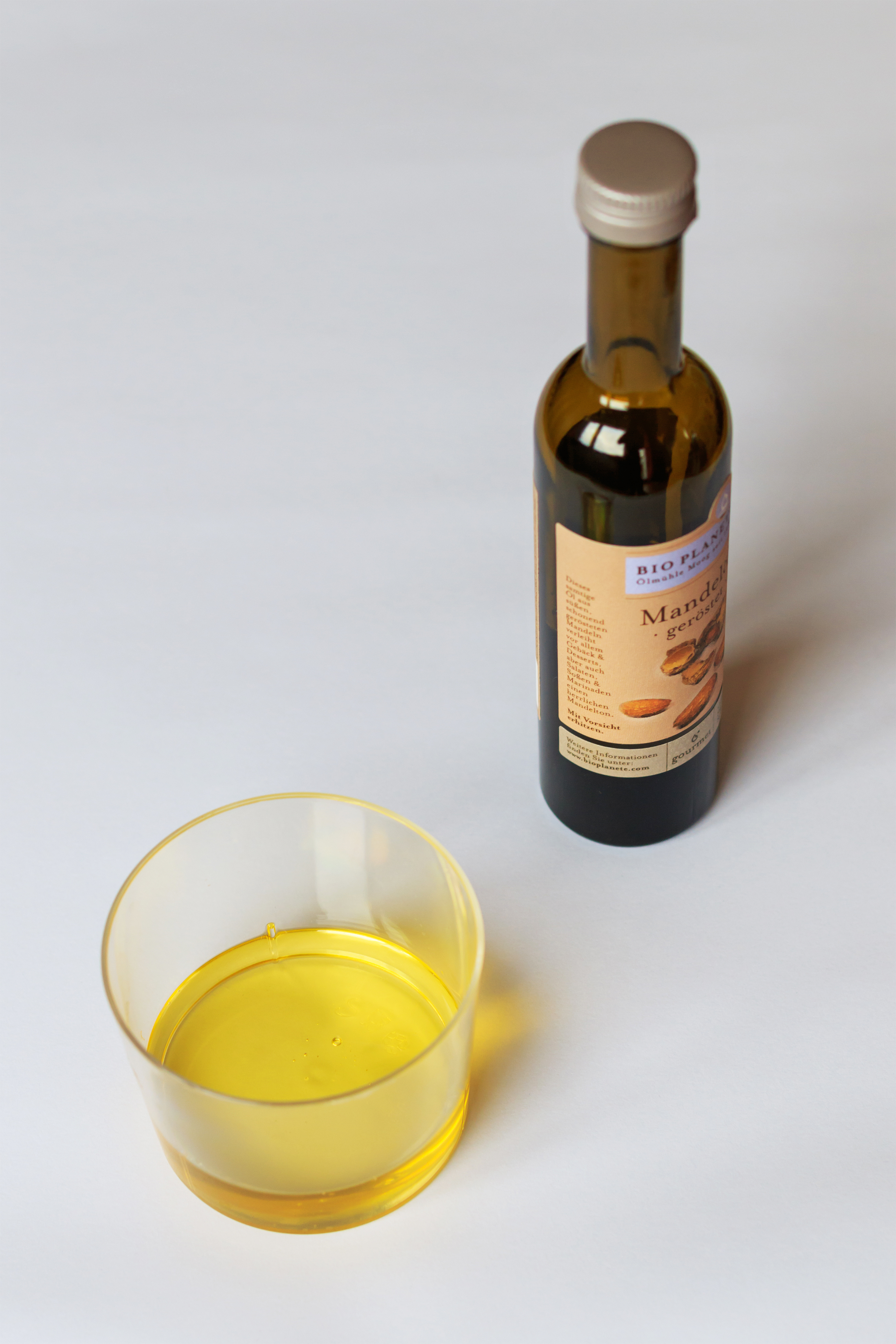
Миндальное масло из бутылки

Миндальное масло — растительное масло, получаемое из семян сладкого миндаля (Amygdalus communis L.) — растения семейства розоцветных.

## Свойства и состав
Миндальное масло представляет собой светло-желтую жидкость с легким ароматом и приятным ореховым вкусом. Масло имеет относительную плотность 1,04—1,05 и показатель преломления 1,527—1,537. Оно почти не растворимо в спирте, но хорошо растворимо в хлороформе или эфире.
Почти на 62 % миндальное масло состоит из триглицеридов олеиновой кислоты, около 24 % триглиглицеридов линолевой кислоты и 6 % триглиглицеридов пальмитиновой кислоты. Также масло содержит значительное количество фитостерола, токостерола, амигдалина, витаминов B2, А, E и минеральных солей.

## Получение

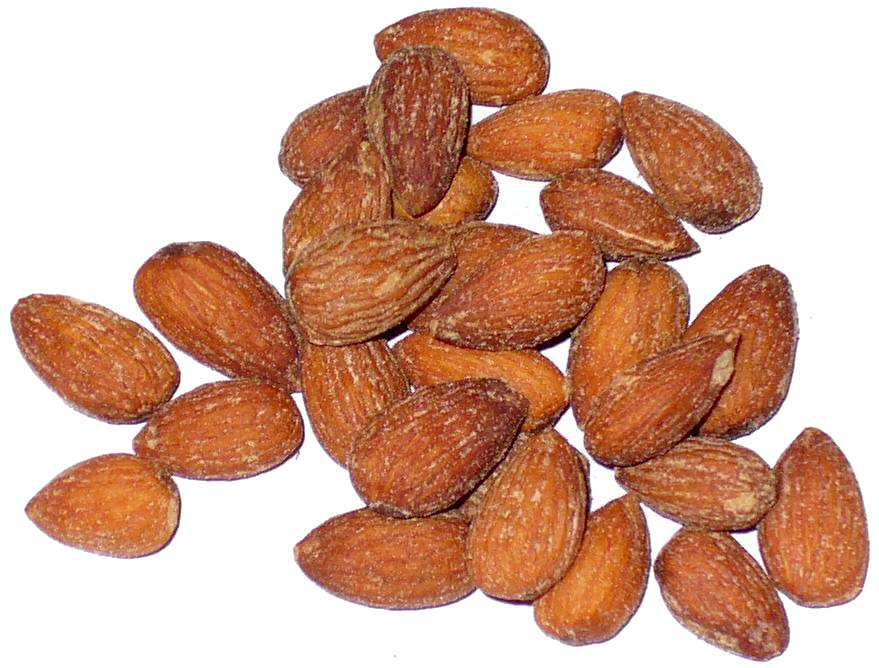
Высушенные ядра миндаля

Миндальное масло получают из семян различных сортов сладкого миндаля. Из семян извлекают ядра, высушивают и размалывают их, а затем ведут отжим способом двукратного холодного прессования.
Жмых, оставшийся после отжима, применяют для приготовления косметических средств.
Возможно получение миндального масла также из семян горького миндаля. Для этого семена предварительно нагревают, при этом содержащийся в них амигдалин разрушается. Такое масло непригодно для использования в качестве пищевого продукта и идет исключительно для приготовления косметики и технических целей. Полученный жмых используется в фармацевтической промышленности для получения горькоминдальной воды — бесцветной жидкости приятного запаха и горького вкуса (содержит 0,1 % синильной кислоты).

## Применение
Миндальное масло применяют в косметической промышленности в рецептурах косметического молочка, питательных кремов, масок, средств для укрепления волос. Традиционно использование миндального масла в качестве массажного средства. Препараты с миндальным маслом оказывают смягчающее, питательное и защитное действие на кожу и волосы. Миндальное масло хорошо всасывается кожей, регулируя её водно-липидный баланс, ускоряет процесс регенерации клеток, оказывает противовоспалительное, регенерирующее и тонизирующее действие.
Миндальное масло также используется для пропитки некоторых деревянных духовых инструментов, таких как гобой и кларнет.